# Mahanandi
Mahanandi  est un village du district de Nandyal dans l'État d'Andhra Pradesh en Inde. 